# Teneni
Teneni es una comuna o municipio del círculo de San de la región de Segú, en Malí. En abril de 2009 tenía una población censada de 7000 habitantes.
Se encuentra ubicada en el centro del país y al sureste de la región de Segú, a poca distancia de la frontera con las regiones de Mopti y Sikasso.